# Charles Evans Hughes

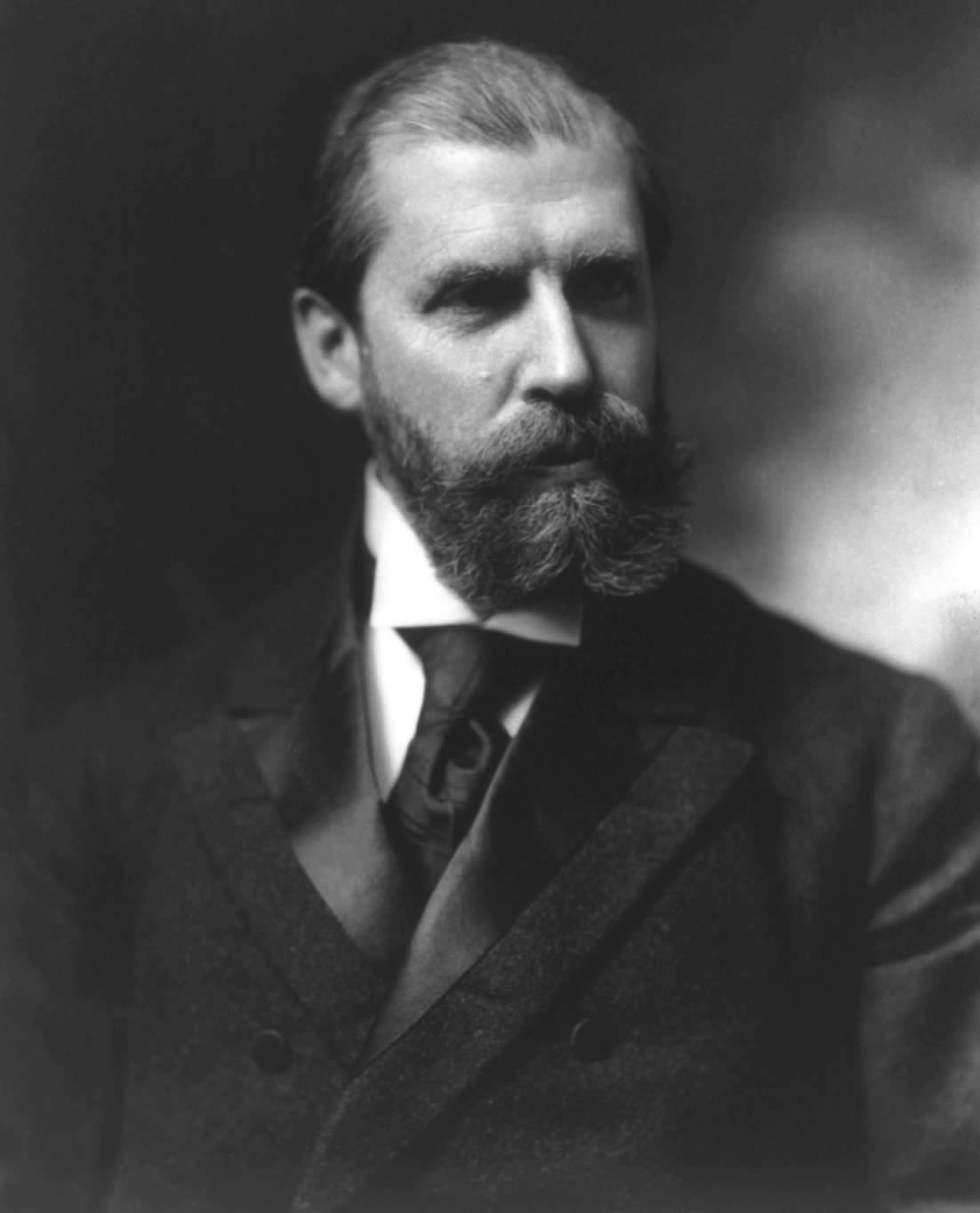
Charles Evans Hughes, 1908 als Gouverneur von New York

Charles Evans Hughes (* 11. April 1862 in Glens Falls, Warren County, New York; † 27. August 1948 in Osterville, Massachusetts) war ein US-amerikanischer Politiker und Jurist. Er amtierte als Gouverneur des Bundesstaates New York, als Außenminister der Vereinigten Staaten, als Richter am Ständigen Internationalen Gerichtshof sowie als Vorsitzender Richter am Obersten Gerichtshof der Vereinigten Staaten.

## Leben
Hughes war ein frühreifes Kind. Mit sechs Jahren beschloss er, von der Schule, die er langweilig fand, abzugehen, und entwarf seinen eigenen Lehrplan. Mit dem Einverständnis seiner Eltern praktizierte er diesen Lehrplan bei sich zu Hause. Kurz vor seinem zwölften Geburtstag siedelte seine Familie nach New York City um, wo er nun doch eine öffentliche Schule besuchte und diese auch abschloss. Hughes wurde nach den Glaubensvorstellungen des Baptismus erzogen.
Er besuchte renommierte Universitäten wie das Madison College (heute Colgate University), die Brown University und später die Columbia Law School, die er mit Auszeichnung absolvierte. Um sein Rechtsstudium zu finanzieren, unterrichtete er bereits im Alter von 19 Jahren Altgriechisch, Latein und Mathematik an der Delaware Academy.
Ab 1905 arbeitete Hughes als Rechtsberater für die Regierung des Bundesstaates New York und deckte einige Korruptionsfälle auf. Von 1907 bis 1910 bekleidete er das Amt des Gouverneurs. Danach wurde Hughes an den Obersten Gerichtshof berufen, wo er bis 1916 verblieb. Von diesem Amt trat er im Juni nach seiner Nominierung zum Kandidaten der Republikaner für die Präsidentschaftswahlen 1916 zurück, die er im November knapp gegen den Amtsinhaber Woodrow Wilson verlor. 1918 wurde Hughes in die American Academy of Arts and Sciences gewählt.
Als 1921 Warren G. Harding zum Präsidenten gewählt wurde, berief dieser Hughes als Außenminister in sein Kabinett. Während seiner vierjährigen Amtszeit berief er die Washingtoner Flottenkonferenz (Washington Naval Conference) ein, bei der die geopolitischen Interessen Japans, der Sowjetunion, Großbritanniens, Frankreichs, der Niederlande, Italiens, Belgiens, der Republik China und der USA im Südpazifik verhandelt wurden. Auch im Regierungskabinett von Hardings Nachfolger Calvin Coolidge war er bis 1925 Außenminister. 1926 wurde er zum Mitglied der American Philosophical Society gewählt.
Hughes machte sich außerdem als Richter am Ständigen Internationalen Gerichtshof in Den Haag verdient (1928–1930). Die letzte Station seiner Karriere war das Amt des Chief Justice of the United States, des höchsten Richters des Landes, das er bis 1941 innehatte. Hughes war in dieser Funktion ein erbitterter Gegner von Präsident Franklin D. Roosevelt, der den Supreme Court mit seinen Leuten besetzen wollte, nachdem dieser viele seiner New-Deal-Gesetze zu Fall gebracht hatte.
Charles Evans Hughes verstarb 1948. Sein Sohn Charles Jr. schlug ebenfalls eine juristische Laufbahn ein und amtierte von 1929 bis 1930 als United States Solicitor General.

## Nachwirkungen
Hughes ist Namensgeber der Hughes Range, eines Gebirgszuges im Transantarktischen Gebirge. Die Benennung erfolgte auf Wunsch des US-amerikanischen Polarforschers Richard Evelyn Byrd, der den Gebirgszug während des Fluges zum Südpol am 29. November 1929 im Rahmen seiner ersten Antarktisexpedition, der Byrd Antarctic Expedition (1928–1930), entdeckt hatte. Hughes hatte Byrd bei dieser Expedition beratend zur Seite gestanden.